# Criptofícies
Les criptofícies (Cryptophyceae) són una petita classe d'organismes amb 24 gèneres que es troben en aigües marines i continentals. Són organismes unicel·lulars nus, amb dos flagels quasi iguals. Les cèl·lules són ovals i aplanades amb una mida de prop d'uns 10-50 μm. Poden aparèixer estats palmeloides o cocoides. Algunes espècies formen zooxanteles, és dir viuen com a simbionts d'animals.
Presenten un o dos plasts, amb pirenoides o sense. Els plastidis presenten els til·lacoides agrupats en parells, sense lamel·la cenyidora. Amb clorofil·la a i c; presenten α-carotens i xantofil·las, aloxantina dominant, tanmateix falta el β-carotè. Posseeixen pigments ficobilínics (ficocianina i ficoeritrina), però no es presenten en ficobilisomes, sinó a l'espai intratil·lacoidal, s'ha postulat el seu origen en la simbiosi amb cianòfits. com a material de reserva fan servir midó veritable, extraplastidial, associat amb plasts i el nucli.
Presenten dos flagels anteriors quasi iguals que surten d'un reservori entapissat per tricocists. Tots dos són pleuronemàtics. Hi pot haver una paret cel·lular de cel·lulosa, presenten un periplast de tres capes, també pot presentar plaques poligonals externes. Els mitocondris tenen crestes planes, i la mitosi és oberta. La reproducció és per bipartició, mitjançant zoòspores i cists. En algun cas s'ha observat també reproducció sexual.